# Giuseppe Salari
Giuseppe Salari (Spello, 7 settembre 1909 – Foligno, 8 febbraio 2004) è stato un politico italiano.

## Biografia
Laureato in giurisprudenza, avvocato. Nel secondo dopoguerra fu uno dei principali esponenti umbri della Democrazia Cristiana. Venne eletto per la prima volta senatore nel 1953, rimanendo in carica per quattro legislature consecutive, fino al 1972. Nei primi anni '60 ricoprì anche il ruolo di sottosegretario di Stato in quattro diversi governi. Fu anche membro dell’Assemblea parlamentare del Consiglio d'Europa.
Morì all'età di 94 anni nel febbraio 2004.